# Yếm

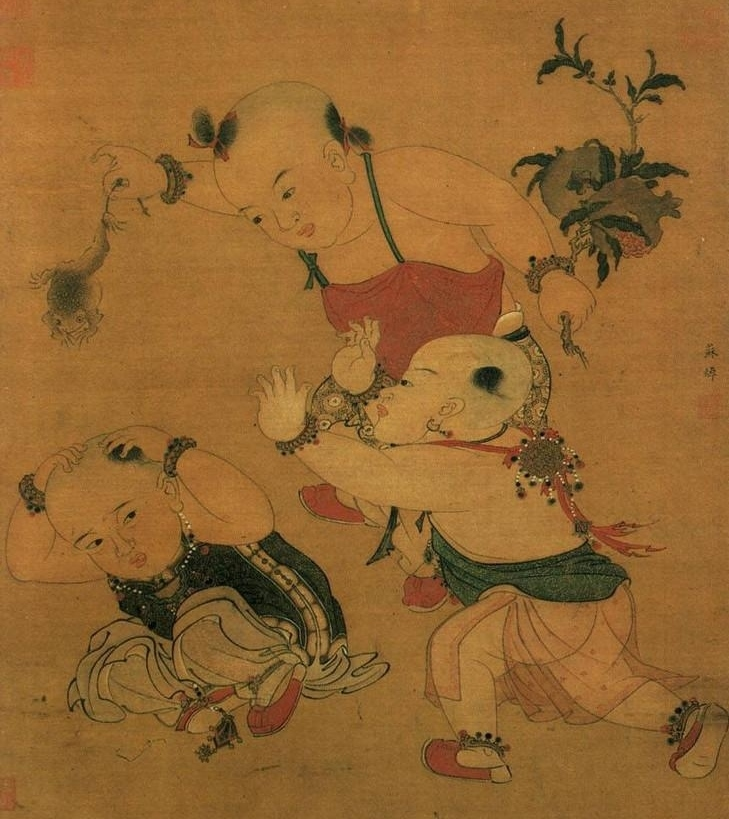
Bức Đoan Dương hô anh đồ (端陽戲嬰圖) do tác giả Tô Hán Thần vẽ khoảng thế kỷ XII, mô tả ba đứa trẻ mặc yếm đang chơi đùa.

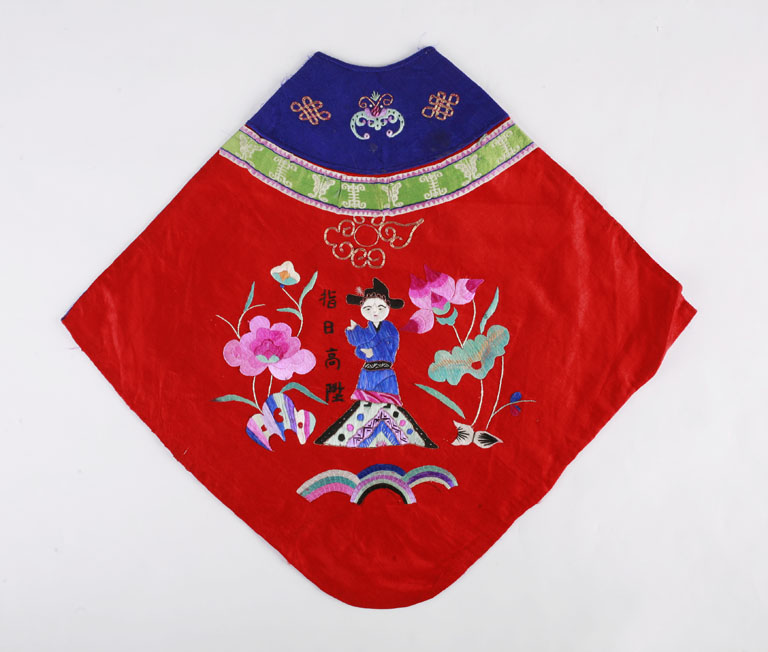
Một chiếc yếm thêu cho bé trai Trung Hoa, thập niên 1950.

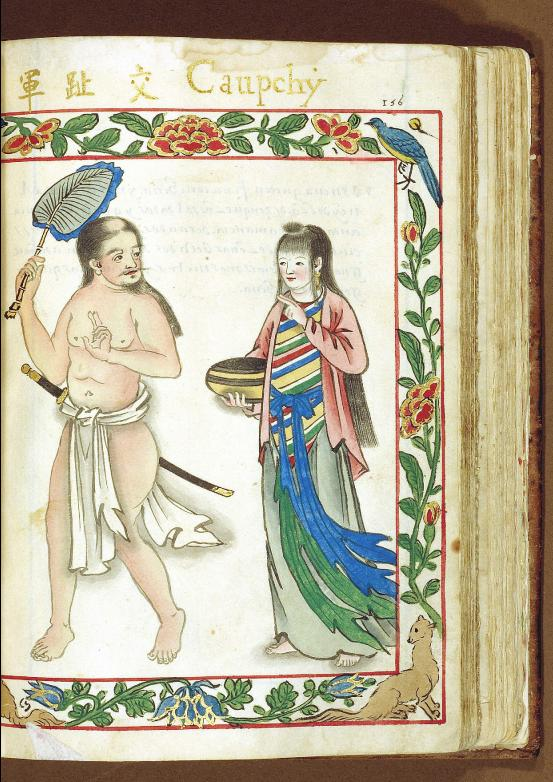
Họa An Nam nữ giới mặc yếm ngũ sắc và nam giới để đầu giác(頭角) là võ sĩ trong Boxer Codex,1595,

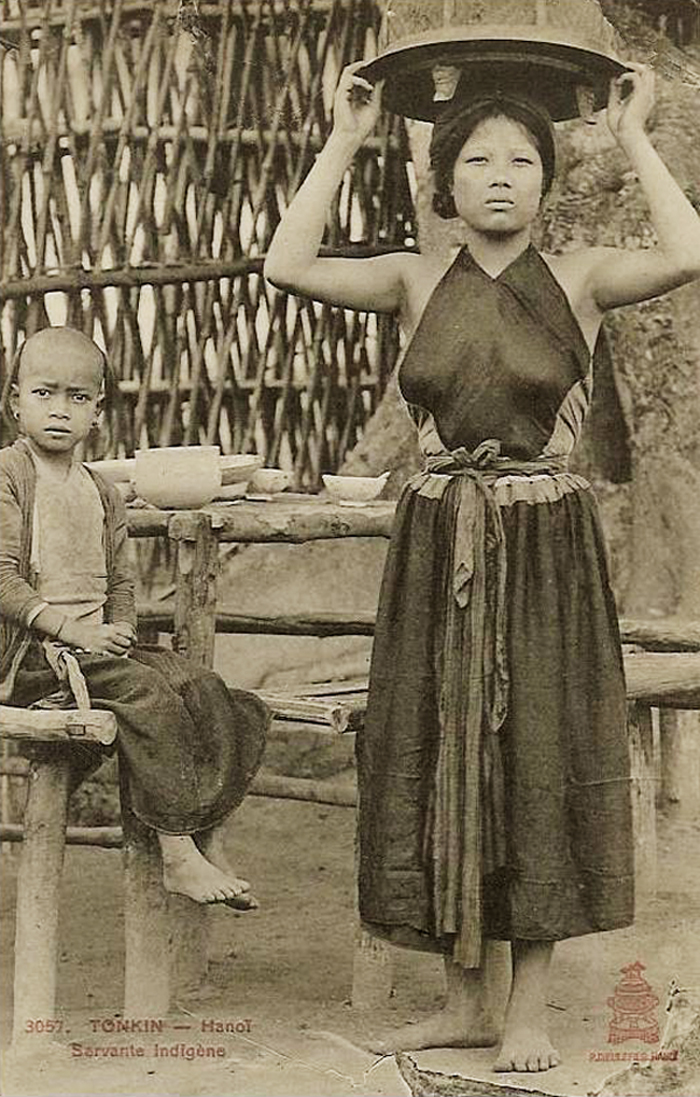
Đàn bà và đứa trẻ mặc yếm, Hà Nội 1900 - 1915.

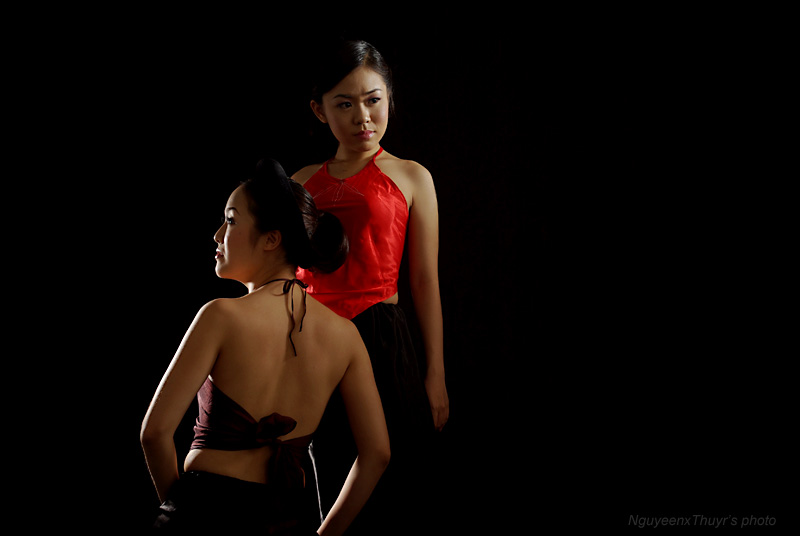
Hai cô mặc yếm giả cổ, 2008.

Yếm (Chữ Nho: 肚兜/兜子  đỗ đâu/đâu tử, Chữ Nôm: 裺 hoặc 𧞣) là mảnh vuông vải che ngực của phụ nữ và thiếu nhi ở Trung Quốc và Việt Nam.

## Lịch sử

### Việt Nam
Áo cổ khoét tròn là yếm cổ xây, cổ nhọn như chữ V là yếm cổ xe, đáy chữ V khoét sâu hơn là yếm cổ nhạn. Trang trọng, nam giới cũng mặc yếm là nội y, trung y là áo tràng vạt, hạ y là mã khố (馬袴) (quần dài đáy xẻ trước sau). Nếu mặc vạt áo dài che đi hạ bộ hoặc có giáp thì hạ y là độc tị côn (犢鼻褌) (quần ngắn xẻ 2 bên). Nếu là quân binh, xã viên thì hạ y là đậu khố (豆袴) (quần ngắn). Nếu là nông dân (đội xuân lôi tiểu lạp), ngư dân (đội ngư lạp), quân luyện tập binh khí (đội đinh tự cân huyền sắc), mã vệ quân, nghi trượng quân (đều đội trạo lạp đính hắc mao) có thể mặc khố (袴) (dải nhuyễn che hạ bộ như con lươn). Nữ giới mặc nội y là yếm, trung y là 1 đến 3 sắc áo bù long hoặc áo tràng vạt, hạ y là thường ngoại vi quần (váy đụp) trong. Nếu là trẻ nữ bần hàn, thị nữ thì mặc tiểu y (小衣) (váy ngắn). Nếu là nông dân, ngư dân thì mặc côn (裩) (váy được xắn cố định). Nếu là cô đầu, dật sinh (佾生), vũ nữ, kỹ sinh diễn trò Xuân phả thì mặc hoành lặc khố (横勒袴) (dải gấm thêu 7 sắc hoa văn chia nhiều thùy lưu quanh nhuyễn).

### Trung Quốc
Theo sử ký, yếm phát sinh từ thói quen ăn mặc của Dương quý phi nhà Đường, được gọi là Đỗ-đâu (肚兜), Đâu-đỗ (兜肚), Đâu-đâu (兜兜), v.v. Tuy nhiên, các chứng tích khảo cổ đã xác thực rằng áo che ngực của phụ nữ Trung Hoa đã có từ thời Tần, khi đó gọi là Tiết-y (褻衣).
Vào thời Minh, các bé gái bắt đầu mặc yếm từ khi lên ba tuổi. Quanh áo thường buộc những túi nhỏ đựng gừng, xạ hương và các loại thảo mộc khác để điều hòa khí trong cơ thể. Thời này, yếm luôn được nhuộm đỏ với quan niệm xua đuổi tà ma của tín ngưỡng dân gian Trung Hoa. Nhưng sang thời Thanh, yếm lại thêm tác dụng ép cho phẳng ngực, vì thế luôn được may bó chặt lấy thân. Mãi đến năm 1927, mới có luật cấm lối cắt may đó sau nhiều thập kỷ tranh cãi gay gắt, một sắc lệnh được ban hành trước tiên tại Quảng Đông và từ đó nhân rộng ra toàn Hoa lục.
Hiện nay, áo cổ yếm trở thành đối tượng ưu chuộng khai thác của ngành thời trang phương Tây, gồm các nhãn hiệu trứ danh như Versace, Versus, Miu Miu, v.v. Xu hướng này thậm chí đã dội ngược vào xã hội Trung Hoa: nhiều nhà thiết kế thời trang và cả nữ minh tinh Chương Tử Di đã kết hợp áo yếm với các trang phục hiện đại. Nhiều người Trung Quốc lão thành đã kịch liệt phủ nhận sự cách tân đó.

### Nhật Bản
Ở Nhật Bản, đặc biệt là trong thời kỳ Edo, trẻ em thường mặc yếm đào (腹掛け (haragake)) và đóng khố (ふんどし (fundoshi)), nhưng cả hai trang phục này rất hiếm khi được mặc hiện nay.

## Đặc trưng
Do là phụ kiện nên yếm có nhiều hình dạng tùy vào người sử dụng và thợ may. Loại đơn giản nhất có dạng hình thang với đáy trên nhỏ, đính dây để choàng hoặc buộc sau cổ. Hai dây vải nhỏ ở đáy dưới để dài, vòng qua thắt nút ở sau eo. Những mẫu yếm cầu kì hơn có thể rộng hơn ở giữa, có đính dây vòng qua lườn rồi thắt dây. Như thế yếm cốt che kín từ ngực đến rốn, hở nách.
Trẻ em khi mới sinh thường được mặc yếm đỏ để chúc phúc và tránh tà, khi đến tuổi trưởng thành thì chỉ nữ lưu còn dùng yếm.
Ngoại trừ màu chính hoàng là đặc quyền của hoàng đế, các màu khác tùy theo. Nữ giới ưa dùng các màu trắng, mỡ gà, điều, bã trầu, hoa cà, nâu, cũng có các màu nõn chuối, cánh trả, gốm nhưng hiếm hơn. Cứ theo thi phẩm Thập giới cô hồn quốc ngữ văn (十戒孤魂國語文) của tác giả Lê Thánh Tông, các hoa nương thường chuộng mặc "yếm chéo cánh, cạnh thêu", có màu "lục cổ vẹt, đỏ tiết dê, xống dang chân thắt đáy". Độc đáo nhất, Tiện phục của Mệnh phụ có trâm bướm yếm đào thêu hoa văn kết hợp 3 sắc áo bổ long, vi quần và 2 sắc nhuyễn tạo nên bộ y phục đầy đủ ngũ hành,tạo vẻ kì lệ như hồ điệp tiên nữ. Đây có thể là bản y để tạo nên áo tứ thân.
Người phong lưu dùng yếm dệt từ lụa hoặc thổ cẩm, dân hạ lưu chọn các loại vải kém bền hơn như bông, tơ chuối. Mặt yếm có thể thêu hoa, bướm hoặc uyên ương, trường hợp đặc biệt hơn là con dơi (phúc), quả ổi (lộc), quả đào (thọ).
Ở Trung Quốc thời Minh - Thanh, do các tiêu chuẩn đạo đức ngày càng bảo thủ nên yếm được tận dụng để ép phẳng ngực; các nhà quyền quý thường may bằng chất liệu vải dày hoặc đồng, bạc, vàng, đôi khi còn đính thêm cườm hoặc kim tuyến. Ngoài ra, phần nách áo cũng được nới rộng để che kín hơn trước. Đến nay chỉ còn thứ yếm của người An Nam còn giữ được những nét nguyên thủy.

## Hiện diện trong nghệ thuật

### Vở chèo Tống Trân Cúc Hoa
Trong vở chèo Tống Trân Cúc Hoa do đạo diễn Doãn Hoàng Giang dàn dựng, Cúc Hoa đã bán tấm yếm đào của mình lấy tiền cho Tống Trân đăng kinh ứng thí. Trích lời Cúc Hoa trong vở chèo:
Em xa chàng lên đường ứng thí

Em muốn chàng đi vui vẻ trong lòng

Nên em còn một tấm yếm hồng

Đem bán rẻ để cho chàng sớm trẩy.
— Cúc Hoa

Tấm lụa đào của Cúc Hoa vốn làm từ lụa tốt, là món đồ dùng quý giá thiết thân của nàng. Kể từ khi theo Tống Trân, trải muôn ngàn khổ cực, chỉ có dải yếm đào từ thời con gái được nàng gìn giữ, nay cũng phải bán, cũng là tấm lòng của kẻ thuyền quyên đối với chồng. Theo kịch bản, Cúc Hoa bán được bốn quan tiền. Tùy vào thời điểm, món tiền này có thể tương đương với vài đấu gạo. Như thế cũng không phải là rẻ mạt quá. Tuy nhiên ta cũng nên hiểu, chuyện kim tiền ở đây không chỉ là định lượng. Tấm yếm của Cúc Hoa mang ý nghĩa biểu tượng là như thế.
Tuy nhiên khi biết chuyện này, Tống Trân buộc vợ phải trả lại món tiền: "Em hãy đem bốn quan tiền trả cô hàng xóm, rồi lấy yếm mặc vào, để anh vui lòng chốc lát lên đường".

### Thập giới cô hồn quốc ngữ văn[cần dẫn nguồn]
Biếng việc nữ công,

Muốn bề nhan sắc.

Rồi rẽ mi quang mặt phấn,

Sắm lo bên lục má hồng.

Răng đen cười hé nguyệt nga, lác ngờ hột đỗ,

Trán rộng vạch ngang vân trận, mẽ tựa hoa mai.

Nụ vàng giắt pha ngữ hạt trai,

Quạt ngọc điểm đồi mồi xương vích.

Biếc búp dong, tía rọc ráy, yếm chéo cánh, cạnh thêu,

Lục cổ vẹt, đỏ tiết dê, xống dang chân thắt đáy.

Tiếng thót ẻo à ẽo ợt,

Nết làm chuộng quý chuộng thanh.

Say mây mưa bàn tán mấy cơn, đón nhân tình bằng mèo thấy mỡ,

Đắm trăng gió lân la đòi đoạn, mệt thế sự tựa kiến sa dầu.

Chốc mòng quán Sở lầu Tần,

Chấp chới ả Diêu nàng Ngụy.

Quấn quýt sự anh sự ả,

Dập dìu tin bướm tin ong.

Làm bạn gửi, lấy chồng quyền, sụt sịt rằng tôi thương tôi thảm,

Đưa người lâu, rước khách mới, bẻo lẻo chào anh ngược anh xuôi.
— Lê Thánh Tông

### Ca dao
Chưa chồng nón thúng quai thao

Chồng rồi nón rách quai nào thì quai.

Chưa chồng yếm thắm đeo hoa

Chồng rồi hai vú bỏ ra tày giành.

Hỡi cô yếm thắm lòa lòa,

Sao cô không bảo mẹ già nhuộm thâm.

Ước gì anh được ở gần,

Để anh nhuộm hộ thấm nhuần công anh.

Cái cốc mày lặn ao chà,

Bay lên rủ cánh làm nhà chị nương.

Yếm thắm mà nhuộm hoa nương,

Cái răng hạt đỗ làm tương anh đồ.

Yếm thắm mà vã nước hồ,

Vã đi vã lại anh đồ yêu đương.